# Połaskotaj mnie
Połaskotaj mnie (ang. Tickle Me) – amerykański film z 1965 roku w reżyserii Normana Tauroga. Film z udziałem Elvisa Presleya otrzymał w 1966 roku Złotego Laura.